# Oligodon pulcherrimus
Oligodon pulcherrimus är en ormart som beskrevs av Werner 1909. Oligodon pulcherrimus ingår i släktet Oligodon och familjen snokar. Inga underarter finns listade i Catalogue of Life.
Denna orm förekommer på norra Sumatra. Arten lever i bergstrakter mellan 800 och 1200 meter över havet. Individerna vistas i skogar och i träskmarker. Honor lägger ägg.
Beståndet hotas av skogarnas omvandling till odlingsmark. IUCN kategoriserar arten globalt som sårbar.